# Microstylum ricardoae
Microstylum ricardoae är en tvåvingeart som beskrevs av H. Oldroyd 1970. Microstylum ricardoae ingår i släktet Microstylum och familjen rovflugor.
Artens utbredningsområde är Kongo. Inga underarter finns listade i Catalogue of Life.